# Suterina microcephala
Genre
Espèce
Suterina microcephala, unique représentant du genre Suterina, est une espèce monotypique d'Insectes coléoptères la famille des Ptiliidae.

## Systématique
Le nom valide complet (avec auteur) de ce taxon est Suterina microcephala (Dybas, 1961).
L'espèce a été initialement classée dans le genre Suterella sous le protonyme Suterella microcephala Dybas, 1961, le genre ayant été remplacé par Dybas en 1980.
Suterina microcephala a pour synonyme :
- Suterella microcephala Dybas, 1961

## Publications originales
- Genre : (en) Henry S. Dybas, « Suterina Dybas, Replacement Name for Suterella Dybas, Preoccupied (Coleoptera: Ptiliidae) », The Coleopterists Bulletin, vol. 34, no 3,‎ septembre 1980, p. 261 (ISSN 0010-065X, lire en ligne, consulté le 20 novembre 2024)
- Espèce : (en) Henry S. Dybas, « Two new genera of feather-wing beetles from the eastern United States (Coleoptera: Ptiliidae) », Fieldiana: Zoology, Chicago, hicago Natural History Museum, vol. 44, no 2,‎ 1961, p. 15-18 (ISSN 0010-065X, lire en ligne, consulté le 20 novembre 2024)